# Ісаак Дука Ватац
Ісаак Дука Ватац (бл. 1187 — 1261) — державний діяч Нікейської імперії.

## Життєпис
Походив зі знатного роду Ватаців. Старший син Василя Ватаца, доместіка Заходу, та доньки Ісаака Ангела Дуки (стрийка імператора Ісаака II). Народився між 1187 та 1189 роками. Замолоду брав участь у війнах Нікейської та Латинської імперій. Втім не зробив якоїсь кар'єри.
У 1221 році після сходження його молодшого брата Іоанна на імператорський трон Нікей отримав посаду паракімонена-сфендона (хранителя печатки імператора, відповідального за його особисте листування). Більшість часу придіялв державним та дипломатичним справах, в той час як його брат-імператор вів війни проти сусідів. У 1253 році Ісаак Дука Ватац отримав титул себастократора.
Ісаак Дука Ватац зберіг свій вплив при дворі наступних імператорів Феодора II і Іоанна IV. Користувався довірою імператора Михайла VIII Палеолога, який був одружений з онукою Ісаака Ватаца. У 1261 році Ватац очолював перемовини з посланцями Генуїзької республіки, результатом яких стало укладання Німфейського догговору, що сприяв у боротьбі з Венецією та Латинською імперією.
У квітні 1261 року отримав ранг пансебаста-себаста, очоливши посольство до Генуї. Тут Ісаак Дука Ватац помер. Його поховано у соборі Сан-Лоренцо.

## Родина
- Іоанн (1215—1240), себастократор. Його донька Феодора стала дружиною майбутнього візантійського імператора Михайла VIII Палеолога
- донька, дружина Костянтина Стратегопула, себастократора